# Hermann Mohn
Pour les articles homonymes, voir Mohn.
Hermann Mohn, né le 29 octobre 1896 à Heidenheim an der Brenz et mort le 2 juin 1958 à Erfurt, est un historien régional et un dialectologue spécialiste de la littérature en souabe.
Il est notamment connu pour avoir effectué des recherches en 1928 sur le site de Heidenschmiede (de), un abri sous roche daté du Paléolithique moyen, situé à Heidenheim an der Brenz, et avoir découvert la grotte de Vogelherd, une cavité préhistorique située à Niederstotzingen.

## Biographie
Il est le fils de Friedrich Mohn, un conseiller municipal de la ville d'Heidenheim an der Brenz et de Pauline Johanna Mohn, née Siegmann. Mohn épouse Frida Huck le 14 mai 1921 à Bad Mergentheim. Ils ont une fille, Tochter Erika, qui naît le 30 juillet 1922.
Durant la Première Guerre mondiale, à l'été 1917, alors qu'il est âgé de 21 ans, Mohn participe à une opération militaire dans les Flandres. Il y reste stationné jusqu'en novembre 1918.
Mohn travaille pour la Deutsche Reichsbahn à partir de 1925,. Il est nommé secrétaire général de la Deutsche Reichbahn le 9 mars 1934.
Entre 1928 et 1935, il fait partie d'une société savante d'antiquité et du patrimoine. Durant cette période, Mohn est également membre d'un cercle de réflexion local centré sur l'homéopathie et les médecines douces, un club dont son père avait été le président entre 1905 et 1914,.

## Travaux

### Heidenschmiede
En 1928, Mohn opère des travaux d'investigations sur le site de Heidenschmiede (de), un abri sous roche daté de l'Acheuléen, du Moustérien, ainsi que du Mésolithique et occupé par des Néandertaliens, situé à Heidenheim an der Brenz,.
Au début des années 1930, avec Eduard Peters (de), il y conduit une opération de sondage et retrouve alors, au sein d'un dépôt sédimentaire de 2 m d'épaisseur, des pièces — grattoirs, bifaces, des nuclei et des lames — datées du Paléolithique moyen,,,,.

### Grotte de Vogelherd
Mohn découvre la grotte de Vogelherd de manière fortuite en 1931. Le 23 mai, à quelques centaines de mètres au-dessus du cours de la Lone, non-loin du centre-bourg de la ville de Niederstotzingen, il retrouve des blocs de pierres ayant été craquelés par le feu,. Ces blocs de pierre se trouvent à proximité d'un groupe de sépultures datées du Néolithique. Mohn envisage alors la possible présence d'une grotte à côté de l'ensemble funéraire et des vestiges du foyer. Mohn informe le centre d'archéologie de Tübingen d'un nouveau site préhistorique potentiel,,. Le site est alors provisoirement appelé du nom de son inventeur : Mohnloch (cavité de Mohn),.
Quelques mois plus tard, le préhistorien Gustav Riek effectue une prospection des lieux. Le 4 juillet, Mohn retourne sur le site en compagnie de Riek. Ils découvrent, à quelques dizaines de centimètres des pierres fragmentées mises en évidence par Mohn quelques mois plus tôt, une large ouverture 30 cm de large pour 40 cm de haut creusée dans la roche,.

## Engagement politique
Dans les années 1910 et 1920, il rédige des articles pour l'hebdomadaire Das Andere Deutschland, un journal pacifiste et antifasciste interdit par les nazis en 1933.
Mohn, démocrate et pascifiste, rejoint la Deutsche Friedensgesellschaft (la Société allemande de la paix) en 1925 et adhère au Parti démocrate allemand dont il devient membre du bureau entre le 1er janvier 1923 et le 31 mai 1933,,,. Il est membre du bureau du DDP en 1927.
Le 15 mai 1934, à l'instigation du NSDAP, Mohn et sa famille sont transférés à Zeitz, un retour à Heidenheim leur étant alors interdit à vie. Durant les années suivantes, il est étroitement surveillé par le service de renseignement du NSDAP et est à plusieurs reprises soumis à des menaces et des interrogatoires. À partir de 1937, il rejoint le NSADP, avec la promesse d'une promotion professionnelle qui fut finalement suspendue.
En juillet 1941, Mohn est déplacé à Minsk, sans sa famille,. Le déplacement de Mohn dans un dépôt ferroviaire de Biélorussie par les nazis aurait problement été fait dans l'objectif de le censurer,,. Au début de l'année 1944, il fait l'objet d'un nouveau transfert, à Brest-Litovsk. Durant l'été de la même année, il revient en Allemagne, à Erfurt, pour raison de santé,.
Après la fin de la Seconde Guerre mondiale, l'attitude anti-fasciste de Mohn et son appartenance de longue date à la cellule antinazie de la compagnie des chemins de fer d'Erfurt (de) ont été confirmés par diverses parties. Dès le 1er juillet 1945, il est réhabilité professionnellement et est nommé premier contrôleur de la circulation par la direction générale des chemins de fer à Erfurt.
Hermann Mohn meurt le 2 juin 1958, à Erfurt. L'urne contenant ses restes a été enterrée le 2 juillet 1958 au sein de la sépulture commémorative de Totenberg-Friedhof à Heidenheim.

## Postérité

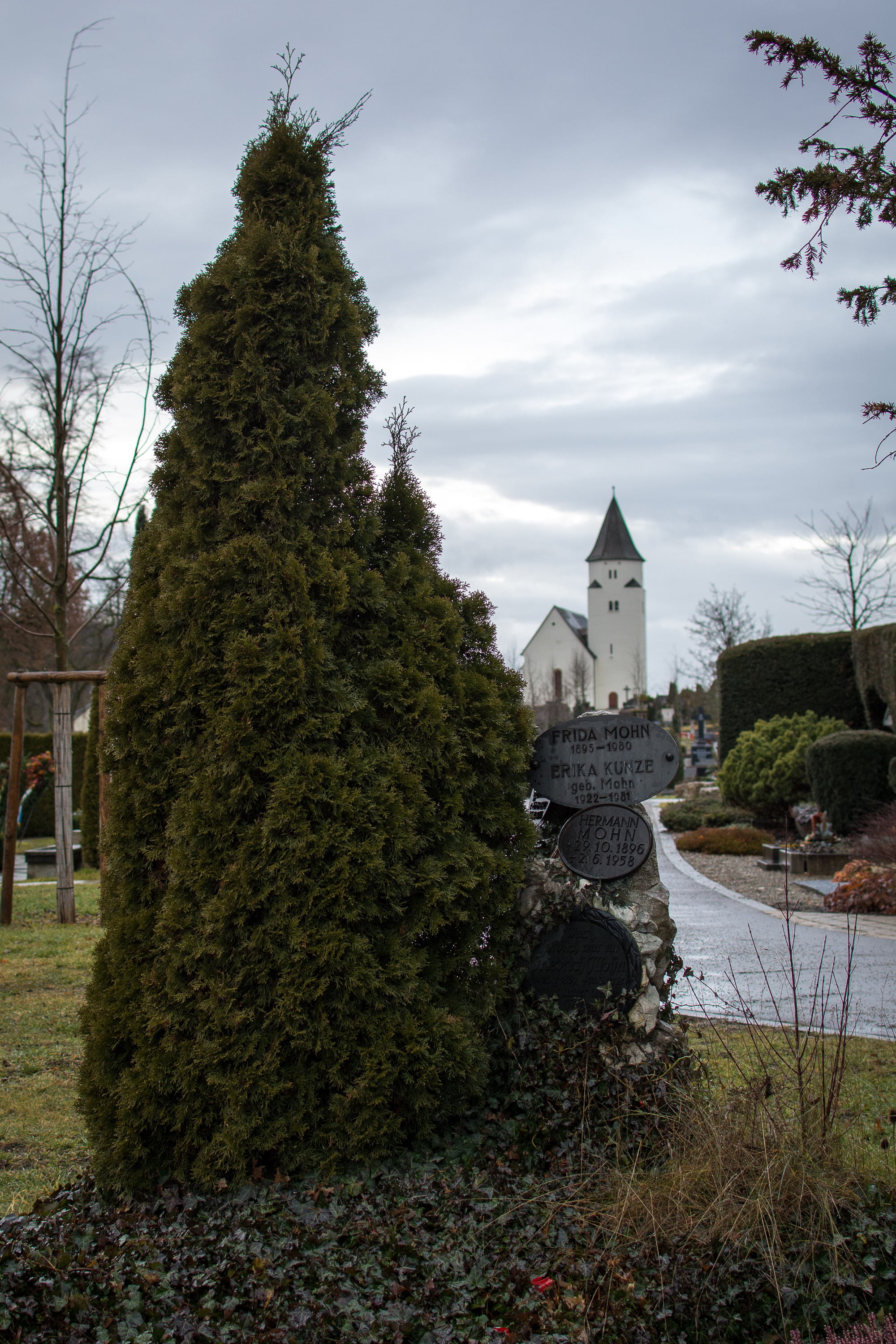
Tombe et monument commémoratif dédié à Mohn et sa famille, à Heidenheim an der Brenz.

Une voie porte son nom, la Hermann-Mohn-Weg, construite en 1989 à Heidenheim an der Brenz,,. Un monument commémoratif dédié à Mohn et sa famille a été également dressé à Heidenheim.
En 2018, un circuit touristique, appelé Hermann-Mohn-Rundweg, a été mis en place dans le parc archéologique de Vogelherd, à Stetten ob Lontal, un quartier de la ville de Niederstotzingen. Ce circuit permet aux visiteurs du parc archéologique de retracer l'historique des découvertes et fouilles de la Vogelherd effectuées en 1931.

## Publications

### Ouvrage
- (de) Em Zwetschgagärtle. Schwäbische Gedichte (réimpr. 1989) (1re éd. 1929)[2].

Quelques titres de poèmes en dialecte souabe issus de l'ouvrage :
- Heidenheimer Lied
- Dr Wedel lauft!
- D's Uhuloch ontam Hellastoi
- Hoidamer Schnadahüpfel
- Knöpfleswäscher
- Dr Oechsles David
- Ond vom Zwetschgagärtle droba
- D'r Gottliab ond sei‘ Bua

### Articles
- (de) « Wer zum Kriege hetzt, wird mit 10 Jahren Zuchthaus bestraft », Heidenheimer Tagblatt,‎ 21 juin 1927[18]
- (de) « Weihnachten 1917 -Aus einem Kriegstagebuch », Das Andere Deutschland,‎ 28 décembre 1927[18]
- (de) « Nie wieder Kriegsweihnachten », Das Andere Deutschland,‎ 21 décembre 1929[18]
- (de) « Das Christkind von Flandern », Das Andere Deutschland,‎ 21 décembre 1929[18]

## Pour en savoir plus